# Julius Katchen
Julius Katchen (Long Branch, Nueva Jersey, 15 de agosto de 1926 - 29 de abril de 1969) fue un pianista estadounidense, conocido sobre todo por sus grabaciones de las composiciones de Johannes Brahms para piano solo.

## Comienzos
Debutó a los 10 años tocando el concierto para piano núm. 20 de Mozart. Eugene Ormandy oyó a hablar de su debut y lo invitó a tocar con la Orquesta de Filadelfia, en Nueva York. Estudió música con sus abuelos maternos y con el matrimonio Svet, inmigrantes de Europa que habían enseñado en los conservatorios de Moscú y Varsovia, hasta la edad de 14 años. Asistió al Haverford College, completando en tres años la carrera de cuatro años de Filosofía, obteniendo el número 1 de la promoción de 1946.

## Trayectoria y estilo
Fue a París y fue invitado a representar a los Estados Unidos en la primera edición del Festival Internacional de la UNESCO, donde tocó el Concierto Emperador de Beethoven con la Orquesta Nacional de la Radiodifusión francesa. A continuación hizo una gira por Europa en la primavera de 1947, haciendo recitales en Roma, Venecia, Nápoles, París, Londres y Salzburgo. 
Katchen tuvo siempre un calendario apretado y desplegó multitud de ocupaciones. Su juego pianístico unía la energía, la fuerza, el fraseo incendiario, la precisión, la proeza hercúlea con el más simple y exquisito detalle poético y el lirismo más calmado e interiorizado.
Katchen amaba los programas de peso: en 1964 da en cuatro noches, en Londres, la integral de la obra para piano de Brahms, que había grabado hacía poco. Esta integral, considerada como una referencia, fue coronada por un gran Premio del Disco. No obstante, se ha podido reprochar a Katchen un juego demasiado virtuoso y poco profundo. Los críticos pedían « que sean perdonados todos los que han creído que este hombre tenía cuatro manos » (crítica después de un concierto de Katchen) y lo acusaban de tocar demasiado con sus manos y menos con su corazón. Katchen tiene que esperar a sus últimos años para obtener críticas más apreciativas, remarcando sobre todo, durante un concierto centrado en Beethoven, « una sensibilidad y una madurez asombrosa ». 
Las grabaciones lo muestran como un artista sobrio, con amplio dominio técnico y fraseos excelentes. También reflejan que sabía exactamente lo que deseaba expresar, lo que logra con amplio éxito.
Julius Katchen actuó con los más grandes directores de orquesta de su momento, como Eugen Ormandy, Pierre Monteaux, Ermest Ansermet, Karl Böhm, Sir Georg Solti, Rafael Kubelik, Eugen Jochum, Sir John Barbirolli, Ataulfo Argenta, Paul Kletzki, André Cluytens, y otros.
Por otro lado se constata que su repertorio se extiende más allá de la música de Brahms. Katchen grabó obras de Balakirev, Chopin, Liszt, Moussorgski, Prokofiev (el Concierto para piano no 3), Ravel (ambos Conciertos), pero también de los compositores más inesperados, como Rorem o Dohnanyi. Sus últimas grabaciones son particularmente brillantes: se trata del Concierto para la Mano Izquierda de Ravel, del Tercer concierto de Prokofiev y de la Rhapsody in Blue de Gershwin, los tres acompañados del director de orquesta István Kertész, en noviembre de 1968. Katchen se sabía gravemente enfermo y nos lega en estas tres grabaciones una especie de testamento musical.
A finales de los años 60 graba los tríos de Brahms para Decca con Josef Suk y János Starker. También graba las tres sonatas de violín con Suk y la segunda sonata de violonchelo con Starker; pero tristemente muere antes de que pudieran grabar la primera sonata.
En diciembre de 1968, Katchen tocó en un espectáculo de dos días en Londres invitado por los Rolling Stones. Katchen tocó dos piezas (una de ellas la Danza Ritual del Fuego de Falla). El DVD del espectáculo está disponible con el título "The Rolling Stones Rock and Roll Circus." Su última aparición en público fue con la Orquesta Sinfónica de Londres el 12 de diciembre de 1968, tocando el Concierto para la Mano Izquierda de Ravel. Murió de cáncer en la primavera siguiente, a la edad de 42 años, en su casa en París.
Finalmente, hay que decir que Katchen es uno de los pioneros de la industria del disco de música clásica. Él grabó el primer 33-revoluciones (la Sonata en fa menor op. 5 de Brahms) y fue el primero en grabar un concierto para piano (se trataba del Segundo de Rachmaninoff).
Philips ha editado dos cofres de Julius Katchen en la colección « Grandes Pianistas del siglo XX », que dan una buena idea del estilo del pianista.
El 1950, fruto de su amistad con Joan Antoni Bertrand, heredero de una familia industrial textil barcelonesa, formó parte de las personas seleccionadas para certificar que Montserrat Caballé se merecía un mecenazgo por parte de la familia. Los otros invitados fueron Max Lorenz, el reconocido tenor alemán y la pianista Alícia de Larrocha.
Katchen y su mujer Ariette eran entendidos coleccionistas de netsuke; 195 piezas de su colección fueron vendidas en subasta en 2005 y 2006 por 1.2 millones de libras esterlinas (2.2 millones de dólares) (Sotheby 2005 y 2006).

## Discografía
- Beethoven: The Piano Concertos, Choral Fantasy, Diabelli Variations - Julius Katchen/London Symphony Orchestra/Piero Gamba, Decca
- Brahms, Obras Completas para piano solo - Katchen, Decca
- Brahms, Son. vl. y p. n. 1-3 - Suk/Katchen, 1967 Decca
- Brahms, Tríos p. n. 1, 2 - Katchen/Suk/Starker, Decca
- Gershwin: Rhapsody in Blue; Piano Concerto - Julius Katchen/Mantovani and His Orchestra, 1955 Decca
- Liszt: The Piano Concertos - Ataúlfo Argenta/Julius Katchen/London Philharmonic Orchestra, Decca
- Katchen, Todas las grabaciones Decca - Edición limitada, Decca
- Grandes Pianistas del Siglo XX. Vols. 53 y 54